# 1417
| [ Edytuj tabelę ]                          | |
| Król Polski                                | - 1386 Władysław II Jagiełło 1434 |
| Współksiążęta Andory                       | - 1416 Francesc de Tovia 1436 - 1412 Jan I 1436                                                                                            |
| Król Anglii                                | - 1413 Henryk V 1422 |
| Król Aragonii i Walencji, hrabia Barcelony | - 1416 Alfons V Aragoński 1458 |
| Władca Azteków                             | - 1395 Huitzilíhuitl 1417 - 1417 Chimalpopoca 1427                                                                                         |
| Elektor Brandenburgii                      | - 1415 Fryderyk I 1440 |
| Książę Bawarii-Ingolstadt                  | - 1413 Ludwik VII Brodaty 1443 |
| Książę Bawarii-Landshut                    | - 1393 Henryk XVI Bogaty 1450 |
| Książę Bawarii-Monachium                   | - 1397 Ernest 1438 |
| Książę Burgundii                           | - 1404 Jan bez Trwogi 1419 |
| Cesarz Bizancjum                           | - 1391 Manuel II Paleolog 1425 |
| Sułtan Brunei                              | - 1415 Ahmad 1425 |
| Cesarz Chin                                | - 1402 Yongle 1424 |
| Król Cypru                                 | - 1398 Janusz 1432 |
| Król Czech                                 | - 1378 Wacław IV Luksemburski 1419 |
| Król Danii                                 | - 1396 Eryk Pomorski 1439 |
| Dalajlama                                  | - 1391 Gendun Drup 1474 |
| Władca Egiptu                              | - 1412 Al-Mu’ajjad Szajch 1421 |
| Cesarz Etiopii                             | - 1414 Izaak 1429 |
| Król Francji                               | - 1380 Karol VI 1422 |
| Król Gruzji                                | - 1412 Aleksander 1442 |
| Hrabia Holandii                            | - 1404 Wilhelm VI 1417 - 1417 Jakobina Bawarska 1433                                                                                       |
| Władca Inków                               | - 1410 Viracocha 1438 |
| Cesarz Japonii                             | - 1412 Shōkō 1428 |
| Kalif                                      | - 1414 Al-Mu’tadid II 1441 |
| Król Kastylii i Leónu                      | - 1406 Jan II Kastylijski 1454 |
| Patriarcha Konstantynopola                 | - 1416 Józef II 1439 |
| Władca Korei                               | - 1400 Taejong 1418 |
| Najwyższy książę litewski                  | - 1401 Jagiełło 1434 |
| Wielki książę litewski                     | - 1392 Witold 1430 |
| Cesarz Majapahitu                          | - 1389 Wikramawardhana 1429 |
| Sułtan Maroka                              | - 1398 Usman III 1421 |
| Książę Mediolanu                           | - 1412 Filip Maria 1447 |
| Wielki książę moskiewski                   | - 1389 Wasyl I 1425 |
| Król Nawarry                               | - 1387 Karol III Szlachetny 1425 |
| Król Norwegii                              | - 1396 Eryk Pomorski 1442 |
| Sułtan Omanu                               | - 1406 Machzum ibn al-Fallah 1435 |
| Elektor Palatynatu                         | - 1410 Ludwik III 1436 |
| Papież awinioński                          | - 1394 Benedykt XIII 1417 |
| Papież                                     | - 1417 Marcin V 1431 |
| Król Portugalii                            | - 1385 Jan I 1433 |
| Cesarz Rzymski (niemiecki)                 | - 1410 Zygmunt Luksemburski 1437 |
| Kapitanowie Regenci San Marino             | - 1417 Simone di Menghino Calcigni Foschino di Benedetto Madroni 1417 - 1417 Giovanni di Ugolino di Giovanni Cecco di Marino di Fosco 1417 |
| Despota Serbii                             | - 1402 Stefan IV Lazarević 1427 |
| Elektor Saksonii                           | - 1388 Rudolf III Saski 1419 |
| Król Szkocji                               | - 1406 Jakub I 1437 |
| Król Szwecji                               | - 1396 Eryk XIII Pomorski 1439 |
| Król Tajlandii                             | - 1409 Intha Racha 1424 |
| Sułtan Turków                              | - 1413 Mehmed I 1421 |
| Doża Wenecji                               | - 1413 Tommaso Mocenigo 1423 |
| Król Węgier                                | - 1387 Zygmunt Luksemburski 1437 |
| Wielki mistrz zakonu krzyżackiego          | - 1414 Michael Küchmeister von Sternberg 1422                                                                                              |

Rok 1417 / MCDXVII
stulecia: XIV wiek ~
XV wiek ~
XVI wiek

lata: 1407 «
1412 «
1413 «
1414 «
1415 «
1416 «
1417
» 1418
» 1419
» 1420
» 1421
» 1422
» 1427

## Wydarzenia w Polsce
- 1 maja – Jagiełło zwołał do Sanoka zjazd rady panów koronnych i oznajmił im decyzję o ożenku z Elżbietą z Pilczy, wdową po Wincentym Granowskim, kasztelanie nakielskim.
- 2 maja – w Sanoku odbył się ślub króla Władysława Jagiełły z jego trzecią żoną Elżbietą z Pileckich. Ślubu udzielił abp lwowski Jan z Rzeszowa.
- Czerwiec – kapituła generalna dominikanów skazała Falkenberga na wieczne więzienie m.in. za ogłoszenie traktatu przeciw Jagielle. Polacy starali się przed komisją soborową o uznanie traktatu heretyckim, jednak komisja pozostała przy określeniu jej mianem obraźliwej.
- 2 sierpnia – król Władysław II Jagiełło przenosi Gorlice z prawa polskiego na prawo magdeburskie[1].
- 19 listopada – Elżbieta z Pilczy została koronowana w Krakowie mimo protestów panów koronnych.
- 17 grudnia – książę Konrad IV został mianowany biskupem wrocławskim.
- Nadanie praw miejskich miastu Bełżyce.
- Kock otrzymał prawa miejskie.

## Wydarzenia na świecie
- 31 maja – Jakobina Bawarska została hrabiną Hainaut oraz Holandii i Zelandii.
- 26 lipca – Benedykt XIII został w czasie soboru w Konstancji ogłoszony schizmatykiem i ekskomunikowany.
- 11 listopada – koniec wielkiej schizmy zachodniej - Oddo Colona wybrany papieżem; przyjął imię Marcin V.
- Początek Biblioteki Watykańskiej.

## Urodzili się
- 23 lutego – Paweł II, papież, właśc. Pietro Barbo (zm. 1471)
- 21 marca – Mikołaj z Flüe, szwajcarski pustelnik, mediator, święty katolicki, patron Szwajcarii (zm. 1487)
- 19 czerwca – Sigismondo Pandolfo Malatesta, włoski kondotier, signore Rimini i Fano (zm. 1468)

## Zmarli
- 29 kwietnia – Ludwik II, książę Andegawenii, król Neapolu (ur. 1377)
- 31 maja – Wilhelm II Bawarski, książę Bawarii i hrabia Holandii (ur. 1365)
- 18 października – Grzegorz XII, papież (ur. 1327)

## Zdarzenia astronomiczne
- całkowite zaćmienie słońca widoczne w Krakowie